# Francis K. Newcomer

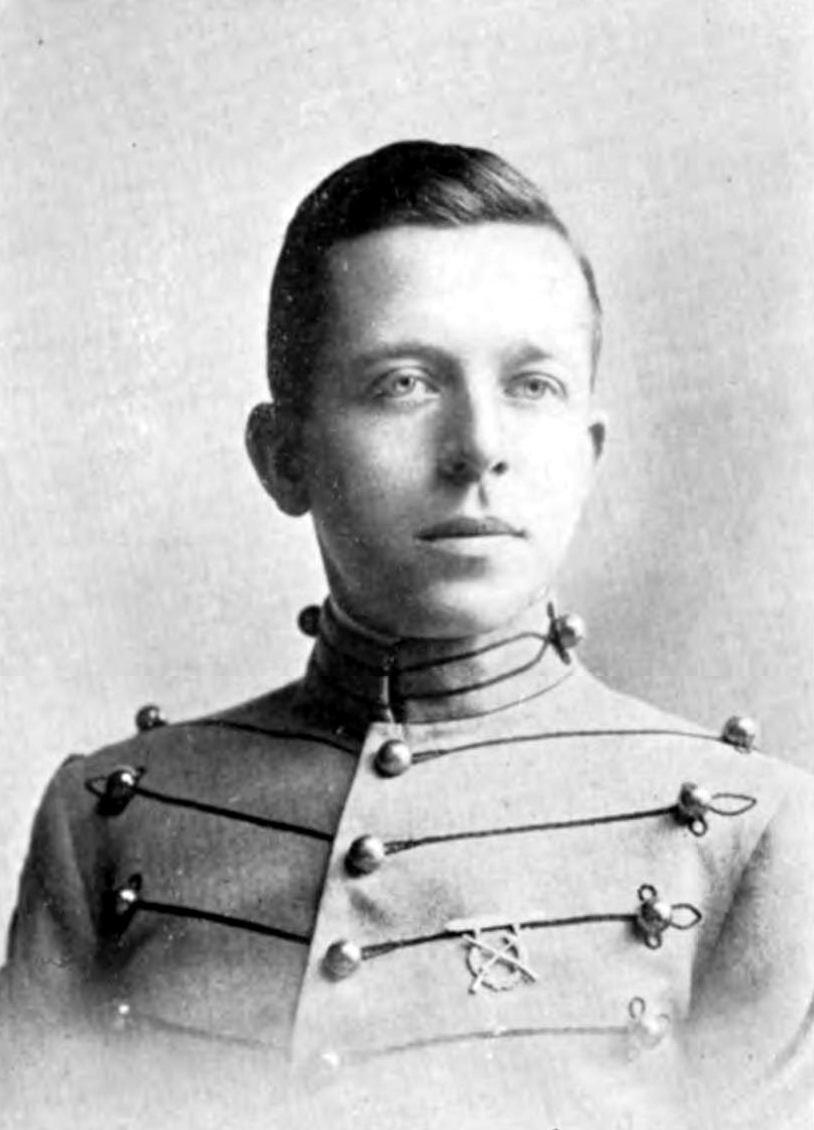
Francis K. Newcomer (1913)

Francis K. Newcomer (* 14. September 1889 in Byron, Illinois; † 16. August 1967 in San Antonio, Texas) war ein US-amerikanischer Offizier. Zwischen 1948 und 1952 war er Gouverneur der Panamakanalzone.

## Werdegang
Zwischen 1909 und 1913 absolvierte Francis Newcomer die United States Military Academy in West Point. Danach begann er eine lange Offizierslaufbahn im Corps of Engineers der United States Army. Er war an verschiedenen Standorten in den Vereinigten Staaten eingesetzt und nahm auch am Ersten Weltkrieg teil. Zwischen 1919 und 1924 lehrte er an der Militärakademie in West Point das Fach Mathematik. Danach wurde er nach Charleston in South Carolina versetzt, wo er für die Fluss- und Hafenanlagen verantwortlich war. 1928 wurde er Lehrer an einer Schule des Corps of Engineers in Fort Belvoir (Virginia). Im Jahr 1939 absolvierte er als Oberstleutnant das Army War College in Washington, D.C. Danach wurde er 1940 nach Vicksburg in Mississippi versetzt, wo er dem Kommando zur Kontrolle des unteren Laufs des Mississippi River angehörte.
1944 wurde Francis Newcomer mit der Wartung des Panamakanals beauftragt. Dieses Amt übte er vier Jahre lang aus. Im selben Jahr wurde er zum Brigadegeneral befördert. Danach wurde er als Nachfolger von Joseph Cowles Mehaffey neuer Gouverneur der Panamakanalzone. Dieses Amt bekleidete er zwischen 1948 und 1952. Er starb am 16. August 1967.